# Trevor Kidd
Pour les articles homonymes, voir Kidd.
Trevor Kidd (né le 26 mars 1972 à Dugald, dans la province du Manitoba au Canada) est un joueur professionnel retraité de hockey sur glace ayant évolué à la position de gardien de but.

## Carrière
Après avoir connu sa meilleure saison au niveau junior en 1989-1990 avec les Wheat Kings de Brandon de la Ligue de hockey de l'Ouest où il décroche le titre de gardien de l'année, Trevor Kidd se voit à l'été suivant être retenu en première ronde par les Flames de Calgary lors du repêchage d'entrée de la Ligue nationale de hockey.
Il poursuit une saison supplémentaire au niveau junior, d'abord avec Brandon, puis la terminant avec les Chiefs de Spokane ; il aide ces derniers à remporter la Coupe Memorial. Le gardien est prêté par la suite à l'équipe nationale du Canada en vue de prendre part aux Jeux olympiques d'hiver de 1992 où il agit en tant qu'auxiliaire à Sean Burke. Kidd ne dispute qu'une seule rencontre lors de ce tournoi, rencontre qui s'avère être une victoire par la marque de 10 à 0 aux dépens de la Norvège. Après avoir remporté la médaille d'argent lors de ces jeux, il rejoint les Flames à l'occasion de deux rencontres.
Après avoir disputé la saison 1992-1993 avec les Golden Eagles de Salt Lake de la Ligue internationale de hockey, club affilié aux Flames, il obtient un poste permanent en LNH dès la saison suivante. Alors qu'un lock-out en 1994-1995 écourte de moitié la saison régulière, Kidd se voit être le gardien de la ligue ayant pris part au plus grand nombre de parties lors de cette saison avec 43 départs.
Les Flames connaissent des difficultés sur glace par la suite et ils décident de se départir de Kidd qu'ils échangent en compagnie de Gary Roberts aux Hurricanes de la Caroline en retour d'Andrew Cassels et du gardien Jean-Sébastien Giguère. Kidd devient dès lors le gardien partant pour les Canes, cependant il perd son poste la saison suivante au profit d'Artūrs Irbe. Laissé sans protection en vue du repêchage d'expansion des Thrashers d'Atlanta à l'été 1999, Kidd est réclamé par ses derniers mais est rapidement échangé aux Panthers de la Floride pour qui il s'aligne lors des trois saisons suivantes.
Devenu agent libre à l'été 2002, il accepte un contrat avec les Maple Leafs de Toronto où il s'aligne pour les deux saisons suivantes. Alors que la LNH connait un lock-out en 2004-2005, Kidd rejoint le Örebro HK, club évoluant dans la Division 1 en Suède.
Incapable de re-signer avec un club de la LNH la saison suivante, il se joint pour une saison aux Scorpions de Hanovre de la DEL en Allemagne avant de se retirer de la compétition.

## Statistiques

### En club
| Saison     | Équipe                     | Ligue          |     | Saison régulière | Saison régulière | Saison régulière | Saison régulière | Saison régulière | Saison régulière | Saison régulière | Saison régulière | Saison régulière | Saison régulière |    | Séries éliminatoires | Séries éliminatoires | Séries éliminatoires | Séries éliminatoires | Séries éliminatoires | Séries éliminatoires | Séries éliminatoires | Séries éliminatoires | Séries éliminatoires |
| Saison     | Équipe                     | Ligue          | PJ  | V                | D                | Pr/N             | Min              | BC               | Moy              | % Arr            | Bl               | Pun              | PJ               | V  | D                    | Min                  | BC                   | Moy                  | % Arr                | Bl                   | Pun                  |                      |                      |
| 1988-1989  | Wheat Kings de Brandon     | LHOu           | 32  | 11               | 13               | 1                |                  |                  | 4,06             |                  | 0                |                  |                  |    |                      |                      |                      |                      |                      |                      |                      |                      |                      |
| 1989-1990  | Wheat Kings de Brandon     | LHOu           | 63  | 24               | 32               | 2                |                  |                  | 4,15             |                  | 2                |                  |                  |    |                      |                      |                      |                      |                      |                      |                      |                      |                      |
| 1990-1991  | Wheat Kings de Brandon     | LHOu           | 30  | 10               | 19               | 1                |                  |                  | 4,06             |                  | 0                |                  |                  |    |                      |                      |                      |                      |                      |                      |                      |                      |                      |
| 1990-1991  | Chiefs de Spokane          | LHOu           | 14  | 8                | 3                | 0                |                  |                  | 3,52             |                  | 0                |                  | 15               | 14 | 1                    |                      |                      | 2,07                 |                      | 2                    |                      |                      |                      |
| 1991       | Chiefs de Spokane          | Coupe Memorial | -   | -                | -                | -                | -                | -                | -                | -                | -                | -                | 3                | 3  | 0                    |                      |                      | 1,67                 |                      | 0                    |                      |                      |                      |
| 1991-1992  | Flames de Calgary          | LNH            | 2   | 1                | 1                | 0                |                  |                  | 4,01             | 85,7             | 0                |                  | -                | -  | -                    | -                    | -                    | -                    | -                    | -                    | -                    |                      |                      |
| 1992-1993  | Golden Eagles de Salt Lake | LIH            | 29  | 10               | 16               | 1                |                  |                  | 3,93             |                  | 1                |                  | -                | -  | -                    | -                    | -                    | -                    | -                    | -                    | -                    |                      |                      |
| 1993-1994  | Flames de Calgary          | LNH            | 31  | 13               | 7                | 6                |                  |                  | 3,16             | 88,7             | 0                |                  | -                | -  | -                    | -                    | -                    | -                    | -                    | -                    | -                    |                      |                      |
| 1994-1995  | Flames de Calgary          | LNH            | 43  | 22               | 14               | 6                |                  |                  | 2,61             | 90,9             | 3                |                  | 7                | 3  | 4                    |                      |                      | 3,59                 | 85,6                 | 1                    |                      |                      |                      |
| 1995-1996  | Flames de Calgary          | LNH            | 47  | 15               | 21               | 8                |                  |                  | 2,78             | 89,5             | 3                |                  | 2                | 0  | 1                    |                      |                      | 6,48                 | 77,5                 | 0                    |                      |                      |                      |
| 1996-1997  | Flames de Calgary          | LNH            | 55  | 21               | 23               | 6                |                  |                  | 2,84             | 90               | 4                |                  | -                | -  | -                    | -                    | -                    | -                    | -                    | -                    | -                    |                      |                      |
| 1997-1998  | Hurricanes de la Caroline  | LNH            | 47  | 21               | 21               | 3                |                  |                  | 2,17             | 92,2             | 3                |                  | -                | -  | -                    | -                    | -                    | -                    | -                    | -                    | -                    |                      |                      |
| 1998-1999  | Hurricanes de la Caroline  | LNH            | 25  | 7                | 10               | 6                |                  |                  | 2,69             | 90,5             | 2                |                  | -                | -  | -                    | -                    | -                    | -                    | -                    | -                    | -                    |                      |                      |
| 1999-2000  | Panthers de la Floride     | LNH            | 28  | 14               | 11               | 2                |                  |                  | 2,63             | 91,5             | 1                |                  | -                | -  | -                    | -                    | -                    | -                    | -                    | -                    | -                    |                      |                      |
| 1999-2000  | Panthers de Louisville     | LAH            | 1   | 0                | 1                | 0                |                  |                  | 5,04             | 90               | 0                |                  |                  |    |                      |                      |                      |                      |                      |                      |                      |                      |                      |
| 2000-2001  | Panthers de la Floride     | LNH            | 42  | 10               | 23               | 6                |                  |                  | 3,31             | 89,3             | 1                |                  | -                | -  | -                    | -                    | -                    | -                    | -                    | -                    | -                    |                      |                      |
| 2001-2002  | Panthers de la Floride     | LNH            | 33  | 4                | 16               | 5                |                  |                  | 3,21             | 89,5             | 1                |                  | -                | -  | -                    | -                    | -                    | -                    | -                    | -                    | -                    |                      |                      |
| 2002-2003  | Maple Leafs de Toronto     | LNH            | 19  | 6                | 10               | 2                |                  |                  | 3,1              | 89,6             | 0                |                  | -                | -  | -                    | -                    | -                    | -                    | -                    | -                    | -                    |                      |                      |
| 2003-2004  | Mape Leafs de Toronto      | LNH            | 15  | 6                | 5                | 2                |                  |                  | 3,26             | 87,6             | 1                |                  | 1                | 0  | 0                    |                      |                      | 1,82                 | 90,9                 | 0                    |                      |                      |                      |
| 2003-2004  | Maple Leafs de Saint-Jean  | LAH            | 1   | 1                | 0                | 0                |                  |                  | 1                | 96,6             | 0                |                  | -                | -  | -                    | -                    | -                    | -                    | -                    | -                    | -                    |                      |                      |
| 2004-2005  | Örebro HK                  | Division 1     | 8   |                  |                  |                  |                  |                  | 2,37             |                  | 2                |                  | -                | -  | -                    | -                    | -                    | -                    | -                    | -                    | -                    |                      |                      |
| 2004-2005  | Scorpions de Hanovre       | DEL            | 45  |                  |                  |                  |                  |                  | 2,75             |                  | 1                |                  | 10               |    |                      |                      |                      | 3,22                 |                      | 0                    |                      |                      |                      |
| Totaux LNH | Totaux LNH                 | Totaux LNH     | 387 | 140              | 162              | 52               |                  |                  | 2,84             | 90,1             | 19               |                  | 10               | 3  | 5                    |                      |                      | 3,93                 | 84,5                 | 1                    |                      |                      |                      |

### En équipe nationale
| Année | Équipe | Compétition                 |   | PJ | V | D | Pr/N | Min | BC   | Moy | % Arr | Bl | Pun               |  | Résultat |
| 1991  | Canada | Championnat du monde junior | 6 |    |   |   |      |     | 2,65 |     |       |    | Médaille d'Or     |  |          |
| 1992  | Canada | Championnat du monde junior | 7 | 2  | 3 | 2 |      |     | 4,14 |     | 1     |    | 6e place          |  |          |
| 1992  | Canada | Jeux olympiques d'hiver     | 1 | 1  | 0 | 0 |      |     | 0    |     | 1     |    | Médaille d'argent |  |          |
| 1992  | Canada | Championnat du monde        | 1 | 1  | 0 | 0 |      |     | 3    |     | 0     |    | 7e place          |  |          |

## Honneurs et trophées
- Ligue de hockey de l'Ouest
  - Nommé dans la première équipe d'étoiles en 1990
  - Nommé le gardien de l'année en 1990
- Ligue canadienne de hockey
  - Nommé le gardien de l'année en 1990

## Transactions en carrière
- Repêchage 1990 : réclamé par les Flames de Calgary (1er choix de l'équipe, 11e au total).
- 25 août 1997 : échangé par les Flames avec Gary Roberts aux Hurricanes de la Caroline en retour d'Andrew Cassels et de Jean-Sébastien Giguère.
- 25 juin 1999 : réclamé par les Thrashers d'Atlanta lors de leur repêchage d'expansion.
- 25 août 1999 : échangé par les Thrashers aux Panthers de la Floride en retour de Gord Murphy, Herberts Vasiļjevs, Daniel Tjärnqvist et du choix de sixième ronde des Sénateurs d'Ottawa au repêchage de 1999 (acquis précédemment et échangé par la suite aux Stars de Dallas qui sélectionnent avec ce choix Justin Cox).
- 26 août 2002 : signe à titre d'agent libre avec les Maple Leafs de Toronto.
- 31 janvier 2005 : signe à titre d'agent libre avec le Örebro HK de la Division 1 en Suède.